# Tình yêu thời giảm cân
Tình yêu thời giảm cân (tiếng Anh: Love on a Diet, tiếng Trung: 瘦身男女) là một bộ phim điện ảnh Hồng Kông thuộc thể loại hài – lãng mạn – chính kịch công chiếu năm 2001 do Đỗ Kỳ Phong và Vi Gia Huy đồng đạo diễn và sản xuất, với sự tham gia diễn xuất của hai ngôi sao chính là Lưu Đức Hoa và Trịnh Tú Văn. 
Bộ phim được khởi quay từ tháng 1 đến tháng 3 năm 2001. Cùng với Hồng Kông, Yokohama và Tokyo là hai địa điểm của Nhật Bản được lựa chọn để quay phim.
Bộ phim khởi chiếu tại Hồng Kông vào ngày 21 tháng 6 năm 2001 và nhận về những lời nhận xét khá tích cực từ giới chuyên môn. Tại giải thưởng điện ảnh Hồng Kông lần thứ 21, bộ phim giành giải Ca khúc trong phim hay nhất và nhận 4 đề cử, bao gồm Phim hay nhất, Đạo diễn xuất sắc nhất, Nữ diễn viên chính xuất sắc nhất và Nam diễn viên chính xuất sắc nhất.